# Barclodiad y Gawres
Barclodiad y Gawres è una camera sepolcrale del Neolitico, che sorge due miglia a nord-ovest di Aberffraw (nell'Anglesey, Galles settentrionale). È un esempio di tomba con passaggio cruciforme. È curato dalla Cadw, un'organizzazione per l'erdità gallese.